# PC/104+
PC/104+ — другое название PC/104Plus, шина расширения, построенная на основе PCI, пришла на замену PC/104.  Отличительная особенность: разъёмы сделаны не с краю платы, а перпендикулярно ей, что позволяет крепить платы слоями друг на друга, как в бутерброде.
Это позволяет разместить от 3 до 6 плат, собранных в один бутерброд, в компактном герметичном корпусе, который будет иметь большую ударопрочность. Широко применяются в авионике, космонавтике, военной технике.
Платы PC/104 и PC/104+ совместимы между собой.
Разъём для плат PC/104 и PC/104+ довольно часто устанавливают на боковую поверхность плат MicroPC и других плат, предназначенных для промышленных компьютеров, встроенных систем, телекоммуникационных устройств, цифровых приборов в качестве мезонинной платы. Это позволяет при отсутствии на стандартной процессорной плате какого-либо нужного элемента (модулей аналогового или дискретного ввода-вывода, модема, GPS, ГЛОНАСС, сетевого интерфейса промышленной сети, например CANbus), просто установить на неё «стэк» из 1-2 плат PC/104+. При этом решение получается очень компактным и отпадает необходимость разрабатывать новую плату.

## Достоинства
- Большая скорость по сравнению с PC/104
- Полная совместимость с персональными компьютерами
- Шина PCI очень хорошо изучена, много специалистов
- Большая ударопрочность
- Можно использовать в качестве мезонинной платы

## Недостатки
- Горячей замены плат не может быть в принципе, так как разобрать собранный «сэндвич» из плат непросто.
- Плохое конвекционное охлаждение [1]

## Интеграция PCI Express
С 2008 года существуют три альтернативных спецификации, предусматривающие интеграцию интерфейса PCI Express в форм-фактор  PC/104+. Это PCI/104-Express и PCIе/104, а также SUMIT-ISM. Все новые спецификации сохранили полную совместимость с PC/104 по габаритам плат (90,17×95,89 мм) и отличаются друг от друга наличием или отсутствием поддержки интерфейса PCI, размещением разъемов PCI Express.